# Стрецкий, Александр Сергеевич
Алекса́ндр Серге́евич Стре́цкий (род. 6 мая 1986, Днепропетровск) — украинский боксёр, представитель полусредней весовой категории. Выступал за сборную Украины по боксу во второй половине 2000-х годов, бронзовый призёр чемпионата Европы, участник летних Олимпийских игр в Пекине, член команды WSB «Украинские атаманы». Начиная с 2016 года боксирует на профессиональном уровне в Польше.

## Биография
Александр Стрецкий родился 6 мая 1986 года в городе Днепропетровске Украинской ССР. Проходил подготовку в днепропетровском спортивном клубе «Колос», был подопечным заслуженного тренера Украины Виталия Николаевича Дорофеева.

### Любительская карьера
Впервые заявил о себе в 2002 году, одержав победу на чемпионате мира среди кадетов в Венгрии.
В 2004 году выиграл серебряную медаль на юниорском турнире братьев Кличко в Бердичеве, где в финале полусредней весовой категории был побеждён Сергеем Деревянченко.
Первого серьёзного успеха на взрослом международном уровне добился в сезоне 2006 года, когда вошёл в основной состав украинской национальной сборной и побывал на чемпионате Европы в Пловдиве, откуда привёз награду бронзового достоинства — в полуфинале полусреднего веса со счётом 11:31 уступил россиянину Андрею Баланову. В том же году на Кубке мира в Баку вновь проиграл Баланову, но занёс в послужной список победу над таким известным в будущем боксёром как Канат Ислам.
В 2007 году Стрецкий выступил на чемпионате мира в Чикаго, где уже в стартовом поединке в очередной раз проиграл Баланову.
На чемпионате Украины 2008 года выиграл серебряную медаль, уступив в финале Дмитрию Митрофанову. На европейской олимпийской квалификации в Пескаре сумел дойти до финала, где был остановлен представителем Белоруссии Магомедом Нурудиновым. Благодаря череде удачных выступлений удостоился права защищать честь страны на летних Олимпийских играх в Пекине — в стартовом поединке категории до 69 кг благополучно прошёл первого своего соперника по турнирной сетке доминиканца Ленина Кастильо, но во втором бою в 1/8 финала со счётом 4:9 потерпел поражение от багамского боксёра Туреамо Джонсона.
После пекинской Олимпиады Александр Стрецкий остался в главной боксёрской команде Украины и продолжил принимать участие в крупнейших международных турнирах. Так, в 2009 году он отметился победой на мемориальном турнире Семёна Третсина в Одессе.
В 2010 году стал бронзовым призёром украинского национального первенства, уступив в полуфинале Денису Лазареву. Выступил на Кубке Президента в Астане, где в 1/8 финала полусреднего веса проиграл местному казахскому боксёру Рустаму Сваеву.
На чемпионате Украины 2012 года в Донецке вновь стал бронзовым призёром, проиграв в полуфинале Виталию Константинову. Присоединился в это время к команде «Украинские атаманы», выступающей в полупрофессиональной лиге World Series Boxing, за которую одержал одержал одну победу и потерпел два поражения.

### Профессиональная карьера
Впоследствии переехал на постоянное жительство в Познань, Польша, и в 2016 году успешно дебютировал на профессиональном уровне.
В сентябре 2017 года оспаривал вакантный титул чемпиона Польши в среднем весе, но по итогам десяти раундов уступил раздельным решением боксёру с отрицательным рекордом Бартломею Графке.